# 清川重春
清川 重春（きよかわ しげはる、生没年不詳）とは、江戸時代の浮世絵師。

## 来歴
二代目鳥居清重の門人かといわれる。作画期は天保から嘉永の頃にかけてで、芝居絵本（絵本番付）や長唄正本の表紙絵を描いている。